# 茂手木桜子
茂手木 桜子（もてき さくらこ、1980年1月30日 - ）は、日本の女優。本名同じ。生れ。愛知県名古屋市出身。名古屋大学情報文化学部卒業。
2006年からは蜷川幸雄が主宰するニナガワスタジオに参加。現在はさいたまネクストシアターに兼在籍。所属事務所はない。

## 出演

### 舞台
- オレステス（2006年）
- さいたまゴールドシアター「95kgと97kgのあいだ」（2008年）
- 道元の冒険（2008年）
- 表裏源内蛙合戦（2008年）
- さいたまネクストシアター「真田風雲録」（2009年）
- 血は立ったまま眠っている（2010年）
- ハバカリ・ザマin寝覚子SA2010夏（2010年）
- 鶴人（2024年）[1]

### 映画
- 蛇にピアス（2008年）
- 十三人の刺客（2010年） - 両腕両足のない女 役
- テラフォーマーズ（2016年）

### テレビドラマ
- 平清盛 第1話（2012年、NHK）[2]